# Galáxia Cartwheel
A galáxia Cartwheel (também chamada galáxia da roda de carro ou ESO 350-40) é uma galáxia anular situada a cerca de 500 milhões de anos-luz da constelação do Escultor, no Hemisfério sul.
A sua forma de roda de carro é o resultado de uma violenta colisão galáctica que ocorreu há cerca de 200 milhões de anos na qual ela passou pelo coração de uma galáxia grande com forma de disco, e produziu uma gigantesca onda de choque, que propagou o gás circundante e a poeira da galáxia.
A galáxia Cartwheel está agora rodeada por um anel azul de 150 000 anos-luz de diâmetro, composto por estrelas jovens muito brilhantes.